# Saccolabiopsis pusilla
Saccolabiopsis pusilla là một loài thực vật có hoa trong họ Lan. Loài này được (Lindl.) Seidenf. & Garay miêu tả khoa học đầu tiên năm 1972.